# Parc de Choisy
El parc de Choisy, també anomenat square de Choisy, és un jardí públic situat al  13è districte de París, prop del barri  barri xinès. Està limitat pel carrer del Docteur Magnan - una de les seves entrades és davant la Ciutat escolar Claude Monet -, així com pels carrers Charles Moureu, George Eastman i per l'avinguda de Choisy de la qual treu el nom.
Entre 1985 i 1990, al parc s'hi podia veure una escultura metàl·lica monumental de Richard Serra titulada Clara-Clara.

## Particularitats
- Prop de l'entrada de l'avinguda de Choisy, hi ha una taula rodona de pòrfir vermell, donada per Finlàndia en ocasió de l'exposició universal de 1937.

- Igualment prop de l'avinguda de Choisy, s'aixeca un Cedre de l'Atles, anomenat "Arbre de la Llibertat" i plantat el 1939 en commemoració del cent-cinquantè aniversari de la Revolució Francesa. És catalogat com a "Arbre remarcable de França" a causa de les seves dimensions, 25 metres d'alçada i 3,50 de diàmetre.

- Al carrer George Eastman, sobre una part de l'antiga fàbrica de gas, es troba la Fundació George Eastman, un edifici de maons vermells construït el 1937 per l'arquitecte Édouard Crevel (1880-1969). Va ser una donació de l'industrial americà inventor de Kodak per tal de vigilar la higiene dental dels nens del barri, funció que encara du a terme en el present (2012), per bé que compartint l'edifici amb dos laboratoris municipals. Carlo Sarrabezolles (1888-1971) en concebé les decoracions interiors (cinc medallons de bronze representant el nen en les seves activitats vitals: el son, l'àpat, el joc, l'estudi i la música) i exteriors (dos grans medallons al·legòrics, dels quals un representa Amèrica que ofereix l'Institut dental a França).